# Eisnebelbucht
Die Eisnebelbucht ist eine vereiste Nebenbucht der Lady Newnes Bay an der Borchgrevink-Küste des ostantarktischen Viktorialands. Sie liegt nördlich bis nordwestlich von Apostrophe Island zwischen dem Spatulate Ridge und dem Gauntlet Ridge der Mountaineer Range. In sie hinein mündet der Ridgeway-Gletscher.
Wissenschaftler der deutschen Expedition GANOVEX III (1982–1983) nahmen ihre Benennung vor.